# ノヴォミチュリンスク
座標: 北緯54度02分 東経39度47分 / 北緯54.033度 東経39.783度

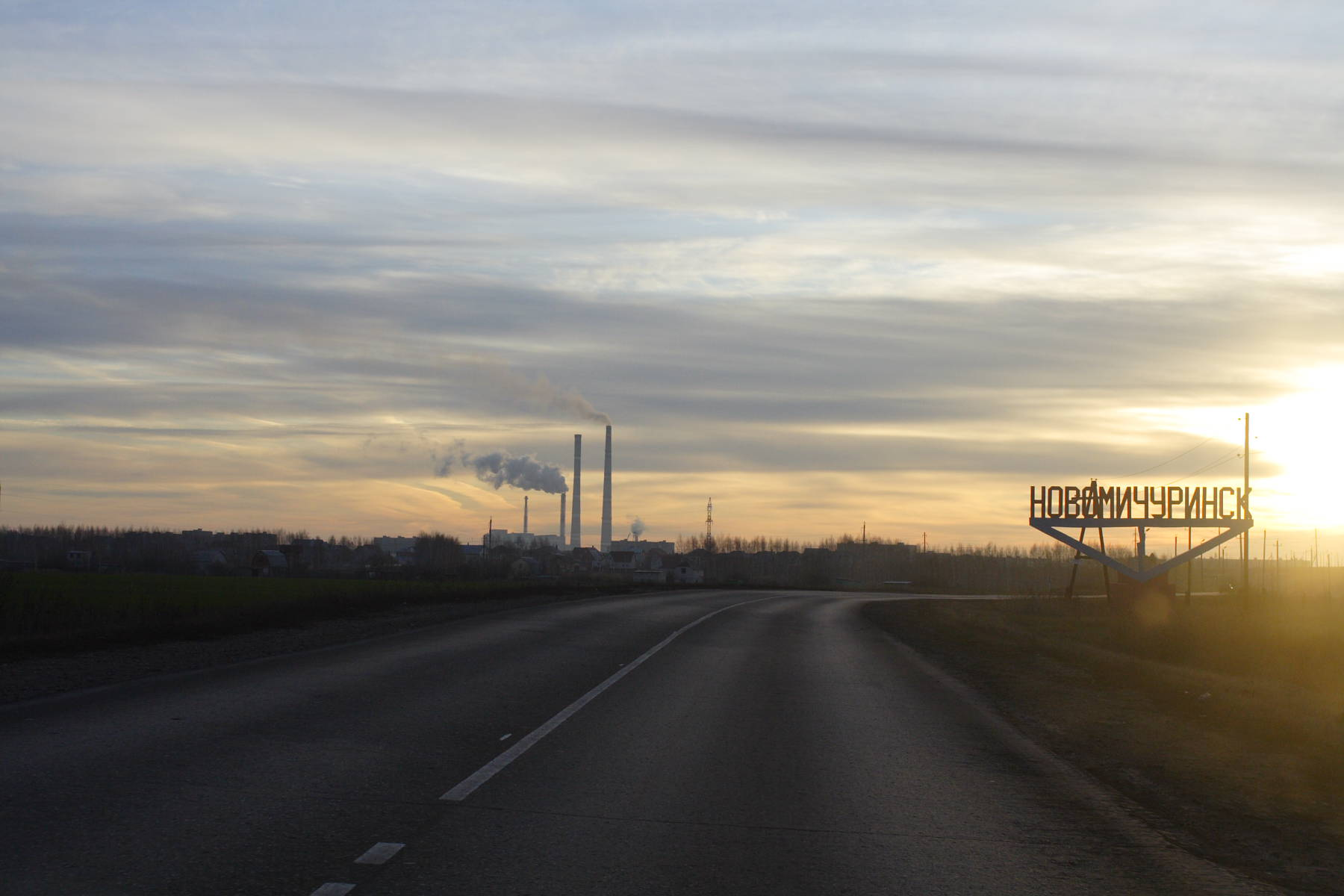

ノヴォミチュリンスク（ノヴォミチューリンスク、ロシア語: Новомичу́ринск; Novomichurinsk）は、ロシア連邦のリャザン州にある町。人口は1万6900人（2021年）。州都リャザンから南へ85キロメートル。最寄りの町は27km南西にあるスコピン。オカ＝ドン平原の北方に位置し、オカ川水系のプロニャ川沿いに建つ。

## 歴史
ノヴォミチュリンスクは1968年にリャザン火力発電所建設とともにその労働者団地として建設され、1981年に市となった。
ノヴォミチュリンスクという地名は、近郊にあるヴェルシチナ村（Вершина）、今日のミチュロフカ村（Мичуровка）で生まれ育ち、果樹の品種改良のための農園を開いた植物学者イヴァン・ミチューリン（1885年 - 1935年）にちなむ。ノヴォ（新しい）という接頭辞は、タンボフ州のミチュリンスク市（1932年までの地名はコズロフ）と区別するためである。

## 経済
ノヴォミチュリンスクにはリャザン火力発電所（リャザンスカヤGRES）があり、出力は2,650メガワットに達するほか、310メガワットのガス火力発電所GRES-24も建設されている。両方とも電力会社OGK-6（第6卸売電力）が運転する。同社はかつては持株会社統一エネルギーシステム傘下にあったが、ロシアのエネルギー企業再編に伴い2008年6月に独立した。
その他の産業には軽工業や食品産業、建設業などがある。
町にはビルキノとヴォスレボヴォを結ぶ貨物線が走る。20km東にあるビルキノには、モスクワ・リャザン・リャジスク・ヴォロネジを結ぶ幹線の鉄道駅がある。